# Calymperopsis yunfuensis
Calymperopsis yunfuensis là một loài rêu trong họ Calymperaceae. Loài này được P.C. Wu, J.X. Luo & F.S. Men mô tả khoa học đầu tiên năm 1976.